# Viktor Pintjuk
Viktor Pintjuk (ukrainska: Ві́ктор Миха́йлович Пінчу́к) född 14 december 1960 i Kiev, Ukrainska SSR, Sovjetunionen, är en ukrainsk filantrop, affärsman och tidigare politiker. Han är Ukrainas näst rikaste person och var svärson till förre presidenten Leonid Kutjma.
TV-bolaget StarLightMedia är kontrollerat av Pintjuk. Det var 2013 det mest populära TV-bolaget i Ukraina, före GDF Media och 1+1 Media. TV-kanalerna STB, ICTV, Novyj Kanal, QTV och de populära musikkanalerna M1 och M2 når 95 % av befolkningen.
Han kontrollera även den ryskspråkiga tabloidtidningen Fakty i Kommentarii ('Fakta och kommentarer').
Pintjuk växte upp i Donetsk, enligt uppgift tackade han i samband med proryska protester i Ukraina 2014 nej till ett jobb som provinsguvernör. Han har viktiga intressen i både EU och Ryssland och valde under hela Majdanrörelsen att hålla en mycket låg profil och har sagt att han tänker hålla sig utanför politiken. Även om han citerades i New York Times för att ha sagt att: ”I sådana här tider i Ukraina kan storföretagen spela en tillfällig roll i regeringen, medan Ukrainas utmaning i normala tider är att skilja mellan affärer och politik.”
Pintjuk har tjänat sin förmögenhet på den ukrainska stålindustrin. Han och Rinat Achmetov äger det stora stålverket Krivorizjstal, som innan kriget var värt miljarder. Pintjuk är en av de främsta konstsamlarna i forna Sovjetunionen. En stor del av den brittiska konstnären Damien Hirsts konstverk finns i Pintjuks ägo. Pinchuk art centre öppnade 2006.